# غلاسهوتينر فورست
بَلْدَة غلَاسهُوتِينِر فُورِست (بالأَلمانِيَّة: Gemeindefreies Glashüttener Forst) هي بَلدَة أَلمانِيَّة حُرَّة في مِنطَقَة بَايِرويت التَّابِعة لِمُحافظة فرانكُونيا العُليا في وِلاَية باڤارِيا في جُمهُوريَّة أَلمَانيَا الاِتّحاديّة بمِساحة تُقَدَّر بحَوالَي 5 كم2.